# Arthur Comeau
 (août 2015).
Si vous disposez d'ouvrages ou d'articles de référence ou si vous connaissez des sites web de qualité traitant du thème abordé ici, merci de compléter l'article en donnant les références utiles à sa vérifiabilité et en les liant à la section « Notes et références ».
Pour les articles homonymes, voir Comeau et Bilodeau.
Arthur Comeau, né Alexandre Arthur Comeau Bilodeau en 1984, est un musicien auteur-compositeur-interprète, réalisateur et producteur canadien d'origine acadienne.

## Biographie

### Jeunesse
Il est originaire de Clare en Nouvelle-Écosse bien qu'il soit né à Saint-Boniface, au Manitoba. Il est le fils de Odette Comeau et Roger Bilodeau.  Il passe les premières années de sa vie entre Moncton, au Nouveau-Brunswick, et sa communauté familiale à la Baie Sainte-Marie, en Nouvelle-Écosse. Il a retourné dans Clare quand il avait huit ans.

### Carrière
C'est sous le nom d'Alexandre Bilodeau qu'il cofonde le groupe de musique Radio Radio en tant que compositeur et rappeur . En 2014, il prend ses distances du trio acadien pour lancer un disque solo avec des invités comme Anita Alvarez de Toledo, Karim Ouellet, Frantz-Lee Léonard, Mamoru Kobayakawa, Georgette LeBlanc, Renji Condoré et Lookens.
Assumant différents rôles et projets, il utilise plusieurs pseudonymes dont DJ Alexandre, LX / Lex / Leks, Zander MacWeegan, Xanadu Populé et Nom de plume. Il se sert de ce dernier pour réaliser et/ou produire des albums dont ceux de Pierre Kwenders.
Au printemps 2016, il fonde l'étiquette et studio Tide School regroupant les jeunes rappeurs Denzel Subban et Young Corleone, le chanteur Mike à Vic et le producteur Jonah MeltWave aka Jonah Guimond .
À la soirée des  Éloizes 2018, Tide School obtient le lauréat pour Soutien à la production artistique et Arthur Comeau, l'Artiste de l'année en musique  pour l'album Prospare.
En 2019, il réalise avec les frères Breau, Planète Clare dont l'action se situe à la Baie Ste-Marie en Nouvelle-Écosse. La scénariste du film est Georgette LeBlanc .
En avril 2020, il anime l'émission Tuné in sur TV5 UNIS où il rencontre des artistes francophones canadiens et interprète un de leurs succès à sa façon.
Radio Arthur est une émission radiophonique diffusée par la station CIFA-FM et présentée par l'animateur Arthur Comeau accompagné de plusieurs invités.

## Discographie
- 2014 : 3/4[8],[9],[10]
- 2015 : Prospare[11],[10]
- 2016 : Planète Clare [1]
- 2017 : Lagniappe[10]

### En tant que réalisateur
- 2013 : Whisky & Tea de Pierre Kwenders
- 2013 : African Dream de Pierre Kwenders